# Interstate 65
I-65 eller Interstate 65 är en amerikansk väg, Interstate Highway, i Alabama, Tennessee, Kentucky och Indiana.